# Dariusz Michalczewski
Dariusz Tomasz Michalczewski (* 5. Mai 1968 in Danzig) ist ein ehemaliger polnischer und deutscher Boxer, der von 1994 bis 2003 Weltmeister im Halbschwergewicht war sowie kurzzeitig Weltmeister im Cruisergewicht. Aufgrund seines offensiven Boxstils wurde er in Deutschland unter dem Spitznamen „Tiger“ bekannt. Michalczewski blieb in seiner Profikarriere über den Zeitraum von zwölf Jahren ungeschlagen.

## Amateurkarriere
Dariusz Michalczewski begann in seiner polnischen Heimat mit dem Boxsport und trainierte in den Vereinen Stoczniowiec Gdańsk und Czarni Słupsk. Als sein Entdecker gilt sein Onkel Josef Baranowski. Michalczewski wurde 1985 Polnischer Juniorenmeister im Weltergewicht, sowie 1986 Polnischer Jugendmeister im Halbmittelgewicht. Darüber hinaus gewann er im selben Jahr eine Bronzemedaille bei der Junioren-Europameisterschaft in Kopenhagen und nach einem Finalsieg gegen Mihai Leu die Goldmedaille beim Gazeta Pomorska Tournament in Bydgoszcz.
1987 wurde er Polnischer Meister im Halbmittelgewicht und erkämpfte eine Bronzemedaille beim Feliks Stamm Tournament in Warschau. Im April 1988 setzte er sich bei einem Turnier in Karlsruhe gemeinsam mit einem Landsmann von seiner Mannschaft ab und wohnte danach zunächst in Wien.
Im Jahr 1989 holte ihn der damalige Bundesliga-Cheftrainer Valentin Silaghi nach Leverkusen, sodass er 1989/90 und 1990/91 für den TSV Bayer 04 Leverkusen in der 1. Deutschen Bundesliga boxte. 1990 gewann er mit einem Finalsieg gegen Torsten May den Chemiepokal in Halle. In Leverkusen trainierte Michalczewski auch unter seinem Onkel Josef Baranowski und war Mitarbeiter des Fuhrparks der Bayer-Werke.
Er nahm für seine neue Heimat Deutschland am Weltcup 1990 in Havanna teil, wo er im Viertelfinale gegen den späteren Cupsieger Roberto Álvarez ausschied. Im März 1991 gewann er das Trofeo Italia Tournament in Mestre und im Mai 1991 im Halbschwergewicht die Europameisterschaft in Göteborg; er besiegte dabei Lubomir Agow, Patrice Aoussi, Rostyslaw Saulytschnyj und Peter Zwezerijnen. Kurz vor der Weltmeisterschaft in Sydney und den Olympischen Spielen in Barcelona wechselte er ins Profilager. Während seiner Zeit in Leverkusen waren seine Trainer Valentin Silaghi und Fritz Sdunek. Er beendete seine Amateurkarriere mit 139 Siegen aus 150 Kämpfen.

## Profikarriere
Er wurde Profiboxer und von der Universum Box-Promotion unter Vertrag genommen, wo er zunächst von Eckhard Dagge, dann von Chuck Talhami trainiert wurde. 1993 gewann er den IBF-Intercontinental-Titel im Halbschwergewicht. Er erhielt den Kampfnamen „Tiger“, unter anderem passend zu seinem angriffslustigen Kampfstil und seiner Wendigkeit. Dazu äußerte er 1994: „Ich mache das Spiel mit, schließlich kann man Michalczewski nicht so leicht aussprechen.“ Passend zu seinem Kampfnamen war Michalczewskis Einlaufmusik der Titel „Eye of the Tiger“ der Gruppe Survivor.
Sein Profidebüt gab Michalczewski am 16. September 1991 gegen den Amerikaner Frederic Porter. Diesen hatte er in der ersten Runde zwei Mal und in der zweiten Runde ganze drei Mal am Boden, weshalb Michalczewski den Kampf durch Technischen Knockout (TKO) in Runde zwei gewann. Er bestritt vor seinem ersten Weltmeisterschaftskampf weitere 22 Duelle, von denen er alle durch Knockout gewann. Am 28. Mai 1994 gewann er den Ausscheidungskampf um den Titel der WBO gegen Melvis Wynn durch K. o. in der zweiten Runde.

### Gewinn der WBO-Weltmeisterschaft
Am 10. September 1994 gewann Michalczewski in Hamburg den WBO-Weltmeistertitel im Halbschwergewicht durch einstimmigen Punktsieg gegen Titelverteidiger Leeonzer Barber. Vor 7000 Zuschauern in der Alsterdorfer Sporthalle ließ Michalczewski seinen Gegner ab der fünften Runde dank seiner Führhand immer weniger zur Entfaltung kommen und profitierte zudem von seiner überlegenen Kondition. Dagegen schien der US-Amerikaner, der die härteren Treffer anbrachte, mit fortlaufender Kampfdauer zunehmend zermürbt und wurde zudem zweimal wegen Tiefschlag verwarnt. Damit war er der sechste deutsche Boxer, der Weltmeister wurde.
Im Dezember des gleichen Jahres konnte Dariusz Michalczewski seinem WBO-Titel im Halbschwergewicht auch noch den WBO-Cruisergewicht-Titel hinzufügen. Dabei gewann er durch K. o. in der zehnten Runde gegen den Argentinier Nestor Giovannini, welcher den Gürtel vorher dem Deutschen Markus Bott abgenommen hatte. Der Südamerikaner hatte mit seinem eher durchwachsenen Kampfrekord als „Alibi-Weltmeister“ gegolten und nie die Anerkennung anderer Boxgrößen dieser Gewichtsklasse wie Orlin Norris oder Alfred Cole erreicht. Nur wenige Tage später gab Michalczewski, der von den Lesern der Zeitschrift BoxSport zum „Boxer des Jahres 1994“ gewählt wurde, seinen Cruisergewicht-Titel wieder ab, um sich auf seine angestammte Gewichtsklasse zu konzentrieren.
Im Gegensatz zu Henry Maske, dessen Boxauftritte im Fernsehen regelmäßig von mehreren Millionen Zuschauern verfolgt wurden, kämpfte Michalczewski vor einem begrenzten Publikum im Bezahlfernsehen bei Premiere. Sein Management war daher stetig bestrebt, den Bekanntheitsgrad des WBO-Weltmeisters zu steigern, der in der Umfrage eines Meinungsforschungsinstitutes in Sachen Popularität weit hinter dem IBF-Weltmeister Maske sowie Graciano Rocchigiani rangierte. Dazu gehörten unter anderem die wiederkehrenden Kampfansagen an Maske, seitdem dieser im Frühjahr 1993 zum ersten deutschen Profiweltmeister im Halbschwergewicht aufgestiegen war, denen jedoch von der Gegenseite keine Beachtung geschenkt wurde.
Seine erste Titelverteidigung bestritt Michalczewski am 11. März 1995 in der Deutz Sporthalle in Köln gegen den unbekannten Spanier Roberto Dominguez, der in der WBO-Rangliste an Nummer zehn geführt wurde. Nur der Unerfahrenheit des Herausforderers, der bis dato fast ausnahmslos Gegner mit negativem Kampfrekord geboxt hatte, war es zu verdanken, dass Michalczewski seinen Titel behalten durfte. Nachdem er in den ersten Minuten mehrere Wirkungstreffer und einen Niederschlag überstehen musste, gelang dem Weltmeister in der zweiten Runde der entscheidende Schlag zum K. o.-Sieg.
Mit dem Italo-Amerikaner Paul Carlo war der nächste WM-Herausforderer ein weiterer Gegner, der mit Platz acht nur in der WBO-Rangliste vertreten war. Am 20. Mai 1995 kam es zum Aufeinandertreffen, wobei Michalczewski auch diesmal boxerische Schwächen offenbarte. Wie bereits bei seiner ersten Titelverteidigung sorgte er am Ende mit seinem linken Haken für die vorzeitige Entscheidung, als sich Rechtsausleger Carlo in der vierten Runde nach dem ersten Niederschlag auszählen ließ.
Am 19. August stand für Michalczewski die erste Pflichtherausforderung auf dem Programm. WBO-Ranglisten-Erster und damit Gegner war der Mexikaner Everado Armenta, der mit Ausnahme seiner verlorenen Kämpfe gegen Frank Tate und Lupe Aquino bis dato nur gegen unbekannte Boxer gekämpft hatte. Gegen den Rechtsausleger hatte Michalczewski keine Probleme und siegte nach überzeugender Vorstellung durch K. o. in Runde fünf.
Sieben Wochen später stieg der Wahl-Hamburger zu seiner vierten Titelverteidigung gegen Phillipe Michel in den Ring, der noch nie in seiner Karriere vorzeitig verloren hatte. Obwohl zweimal schwer angeschlagen bewies der amtierende Französische Meister auch gegen Michalczewski seine guten Nehmerfähigkeiten. Am Ende musste dieser erstmals seit seinem WM-Gewinn elf Monate zuvor gegen Barber wieder über die volle Distanz von zwölf Runden gehen. Dass der verdiente einstimmige Punktsieg zu keinem Zeitpunkt in Gefahr geriet, war der fehlenden Schlagkraft seines Gegners zu verdanken, der wiederholt die mangelnde Deckung des Weltmeisters auszunutzen verstand.
Nach einer weiteren erfolgreichen Titelverteidigung gegen den überforderten Kasachen Asluddin Umarov sollte der nächste WM-Kampf im Free-TV übertragen werden. Da bereits für August des gleichen Jahres der große Showdown mit Graciano Rocchigiani geplant war, welcher sich nach langer Abstinenz durch zwei spektakuläre Kämpfe gegen Henry Maske wieder ins Rampenlicht katapultierte, wurde mit der Verpflichtung von Christophe Girard ein vermeintlich kalkulierbares Risiko eingegangen. Der Franzose erinnerte mit seinem defensiven Kampfstil an Henry Maske, der mittlerweile von der US-amerikanischen Fachzeitschrift The Ring als bester Boxer im Halbschwergewicht eingeschätzt wurde. Doch der erste Auftritt am 8. Juni 1996 vor einem Millionenpublikum in Deutschland und Polen geriet zu einem Fiasko, an dessen Ende ein äußerst umstrittener Punktsieg zugunsten des Titelverteidigers bekanntgegeben wurde. Girard war es wiederholt gelungen, den anstürmenden Michalczewski mit gelungenen Kombinationen auszukontern, denen letztendlich aber die Schlagkraft für eine vorzeitige Entscheidung fehlte. Dem Weltmeister selbst gelang es erst in den letzten Runden die Akzente zu setzen, als sein Gegenüber dem hohen Gewichtsverlust im Zuge der Kampfvorbereitung Tribut zollen musste und konditionell abbaute.

### Skandalkampf gegen Graciano Rocchigiani
Zwei Monate nach dem zweifelhaften Sieg über Girard musste Dariusz Michalczewski seinen Titel gegen den ehemaligen Europameister Graciano Rocchigiani verteidigen. Rocchigiani, Ende der 1980er Jahre im Supermittelgewicht für kurze Zeit IBF-Weltmeister, hatte 14 Monate zuvor beim WM-Kampf gegen Henry Maske den haushohen Favoriten an den Rand einer Niederlage gebracht und galt als einer der besten Halbschwergewichtler weltweit. Michalczewski konnte auch gegen den Rechtsausleger nicht überzeugen, wurde von harten Aufwärtshaken mehrmals in Verlegenheit gebracht und lag zur Mitte des Kampfes bereits nach Punkten deutlich zurück. In der siebten Runde wurde der Weltmeister von Rocchigiani nach dem Trennkommando des Ringrichters erneut getroffen. Daraufhin wurde die Begegnung wegen Kampfunfähigkeit Michalczewskis abgebrochen, was in und um den Ring zu tumultartigen Szenen führte, da man dem Titelverteidiger vorwarf, den Schwächeanfall nur vorgetäuscht zu haben. Das Urteil lautete zunächst auf „Technisches Unentschieden“, wodurch Michalczewski seinen Weltmeistertitel behalten durfte. Später wurde am Grünen Tisch das Unentschieden in einen Disqualifikationssieg Michalczewskis umgewandelt.
Nach diesem Kampf wurde als Konsequenz Chuck Talhami als Cheftrainer abgelöst. An seine Stelle trat Fritz Sdunek, welcher sich bis dahin vorrangig um die Fitness der Boxer gekümmert hatte. Vier Monate später sollte Michalczewski seinen Titel gegen den ehemaligen Maske-Herausforderer Duran Williams verteidigen, der jedoch wegen häuslicher Gewalt zu einer Haftstrafe verurteilt wurde. Nachdem mit Eddy Smulders und anschließend Mark Prince zwei weitere vorgesehene Gegner verletzungs- bzw. krankheitsbedingt absagten, wurde kurzfristig Christophe Girard die Möglichkeit gegeben, sich für seine Niederlage vom Frühjahr dieses Jahres zu revanchieren. Am Ende stand der Franzose mit nur wenigen Tagen Vorbereitungszeit und ohne spezielles Training gegen Michalczewski auf verlorenem Posten und gab den Kampf in der achten Runde auf.

### Sieg über WBA/IBF-Weltmeister Hill
Im Frühjahr 1997 sollte es zum Aufeinandertreffen zwischen Dariusz Michalczewski und WBA/IBF-Weltmeister Virgil Hill kommen, der im November des Vorjahres Henry Maske bezwungen hatte. Da der WBO vom Konkurrenten WBA die Anerkennung als Weltverband verwehrt blieb, galt der Universum-Boxer in diesem Kampf als titelloser Herausforderer, wodurch er bei einer Niederlage weiterhin als WBO-Weltmeister geführt geworden wäre. Allerdings erklärte dessen Management den freiwilligen Titelverzicht von Michalczewski im Falle einer Niederlage.
In Vorbereitung auf den Kampf gegen Hill wurde der Hamburger Diplom-Psychologe Eckard Winderl engagiert, um Michalczewski mental zu stärken und zu stabilisieren. Am 13. Juni fand die Begegnung in der mit 10.000 Zuschauern nicht ganz ausverkauften Arena Oberhausen in Oberhausen statt, nachdem zuvor eine Knöchelverletzung von Hill eine zweimalige Terminverschiebung notwendig gemacht hatte. Während des gesamten Kampfes gelang es Michalczewski wiederholt, den bei den Buchmachern favorisierten US-Amerikaner in die Halbdistanz zu zwingen und ihn dort entscheidend zu treffen, während dieser wiederum nicht so leichtfüßig wie gewohnt agierte und zudem die nötige Schlaghärte vermissen ließ. Am Ende der zwölf Runden votierten alle drei Punktrichter für den Herausforderer aus Hamburg, der sich damit zum dreifachen Titelträger krönte. Damit gelang es Michalczewski, als erster Boxer im Halbschwergewicht, die WM-Titel von drei Verbänden zu erringen.

### Weitere Regentschaft als WBO-Weltmeister
Unmittelbar nach seinem Sieg wurde Michalczewski der WBA-Titel aberkannt, da er sich weigerte, seinen angestammten WBO-Gürtel niederzulegen. Auch die IBF hatte kein Interesse an dem Deutsch-Polen als Champion und beharrte auf eine Pflichtverteidigung ihres Titels innerhalb von 60 Tagen nach dem Hill-Kampf. Michalczewski, dem dadurch jede Möglichkeit auf eine angemessene Kampfvorbereitung genommen war, verzichtete als Konsequenz daraus auf den IBF-Gürtel.
Am 4. Oktober 1997 verteidigte Michalczewski seinen verbliebenen WM-Titel gegen den WBO-Ranglistenersten Nicky Piper. Gegen den boxerisch limitierten Waliser genügte dem Weltmeister in der Stadionsporthalle in Hannover eine durchschnittliche Leistung, um den Kampf vorzeitig zu beenden und seinen Gürtel zu behalten.
Ein ähnliches Bild ergab sich auch bei Michalczewskis nächsten WM-Kämpfen. Im Dezember 1997 hieß dabei der Gegner in der Hamburger Alsterdorf-Sporthalle Darren Zenner aus den Vereinigten Staaten, der in der Pause zur siebten Runde aus dem Kampf genommen wurde, nachdem er die gesamte Begegnung über kaum Gegenwehr geleistet hatte.
Gut drei Monate später besiegte Michalczewski in der Ballsporthalle in Frankfurt am Main in vier Runden einen ausgelaugt wirkenden Andrea Magi, der nach eigener Aussage in der Trainingsphase 17 Kilogramm abgenommen hatte. Besonders gegen den Italiener, der zwei Jahre zuvor schon einmal zurückgetreten war und für diesen WM-Kampf nur die kroatische Boxlizenz erhalten hatte, zeigte der Titelverteidiger altbekannte Deckungsschwächen und agierte fast ausnahmslos mit Einzelschlägen.
Am 19. September 1998 kehrte Michalczewski wieder nach Oberhausen zurück, wo er mit dem Sieg über Virgil Hill seinen bis dato größten Erfolg errungen hatte. Gegen den britischen Herausforderer Mark Prince knüpfte der Weltmeister an die damalige Leistung nahtlos an und gewann nach überzeugender Vorstellung durch Technischen K. o. in Runde acht.
Nachdem eine angekündigte Titelverteidigung gegen Eddy Smulders nicht zustande gekommen war, bestritt Michalczewski seinen nächsten WM-Kampf am 12. Dezember gegen Drake Thadzi aus den Vereinigten Staaten. Der aus Malawi stammende Kontrahent – drei Jahre zuvor gegen Hill im Kampf um die WBA-Krone unterlegen – erwies sich als erfahrener und schlagstarker Gegner, der die Deckungsschwächen des Weltmeisters wiederholt zu nutzen wusste. Michalczewski, der vor allem in den ersten Kampfhälfte mehrere Wirkungstreffer zu überstehen hatte und im zweiten Durchgang offensichtlich angeschlagen war, entschied die bis dato ausgeglichene Begegnung in der neunten Runde, als er den Gegner mit seiner ersten sauber geschlagenen Kombination traf und dieser vom Ringrichter ohne vorheriges Anzählen aus dem Kampf genommen wurde.
Hatte Thadzi vor seiner Niederlage in der unabhängigen Weltrangliste (IWBR) auf Platz zehn gestanden, rangierte Michalczewskis nächster Gegner auf Rang 54. Der bei der WBO auf Rang eins gelistete Russe Muslim Bjarslanow besaß während des Kampfes am 3. März 1999 erwartungsgemäß keine Chance und verlor durch Technischen K. o. in der siebten Runde. Obwohl der überforderte Pflichtherausforderer spätestens ab der dritten Runde dem druckvollen Angriffsboxen Michalczewskis nicht mehr gewachsen war, wurde der Titelverteidiger auch hier wieder des Öfteren mit klaren Aufwärtshaken getroffen, was ihm die Kritik seines Trainers Fritz Sdunek einbrachte. Für Michalczewski bedeutete dieser Sieg die insgesamt 15. erfolgreiche Titelverteidigung im Halbschwergewicht, womit er in dieser Gewichtsklasse den Rekord des US-Amerikaners Bob Foster gebrochen hatte.
Am 28. August 1999 stand Michalczewski mit Montell Griffin der vermeintlich stärkste seiner bisherigen Herausforderer gegenüber. Der mit Rang drei der unabhängigen Weltrangliste direkt hinter dem Hamburger platzierte US-Amerikaner nutzte zu Beginn des Kampfes seine größere Beweglichkeit und besseren Reflexe und hatte den Weltmeister in Runde drei kurz vor dem Knockout. Dieser bewies seine gewachsene Abgeklärtheit und übernahm im vierten Durchgang nach Punkten deutlich zurückliegend die Initiative. Nachdem er bei seinem 14 Zentimeter kleineren Kontrahenten mit einem Konterschlag Wirkung hinterließ, setzte er nach und deckte ihn mit weiteren Schlägen ein. Da laut WBO-Regeln nicht im Stehen angezählt werden darf, sah sich der erfahrene Ringrichter Joe Cortez gezwungen, den äußerlich angeschlagenen Herausforderer eine Sekunde vor dem Pausengong aus dem Kampf zu nehmen. Michalczewski kletterte nach diesem Erfolg erstmals auf Platz eins der unabhängigen Weltrangliste im Halbschwergewicht.

### Zweites Duell gegen Rocchigiani
Im April 2000 kam es in Hannover zu der seit vielen Jahren geforderten Neuauflage des Duells mit Rocchigiani, der aufgrund von Verletzungen seit über zwei Jahren nicht mehr geboxt hatte. In der mit 12.600 Zuschauern ausverkauften Preussag-Arena war dem 36-jährigen Herausforderer vom ersten Gong an die lange Kampfpause anzumerken. Neben Defiziten im Distanzgefühl schien Rocchigiani nicht mehr über die kompakte Doppeldeckung früherer Tage zu verfügen und offenbarte zudem ab der fünften Runde konditionelle Schwächen. Michalczewski dagegen zeigte sich gegenüber dem ersten Aufeinandertreffen der beiden Kontrahenten im Jahre 1996 deutlich gereifter. Mit verbesserter Deckung und der für ihn charakteristischen starken Physis bewies er angesichts des ihn in der Mehrheit ablehnenden Publikums ein stabiles Nervenkostüm und verfolgte konsequent seine Marschroute. Folgerichtig endete diesmal der Kampf durch Aufgabe Rocchigianis nach der neunten Runde. Zu diesem Zeitpunkt hatte Michalczewski deutlich nach Punkten geführt und seinen Erzrivalen zum ersten Mal in dessen Karriere vorübergehend zu Boden geschickt.

### Gegenweltmeister zu Roy Jones
Spätestens nach diesem Sieg wurde Dariusz Michalczewski von vielen Experten als weltweit einzig ernsthafter Konkurrent von Roy Jones junior im Halbschwergewicht angesehen, welcher mittlerweile alle WM-Gürtel der anderen großen Weltverbände sein Eigen nannte und wieder auf dem ersten Platz der unabhängigen Weltrangliste rangierte. Demgemäß mehrten sich mit der Zeit die Rufe nach einem Duell der beiden. Obwohl laut Michalczewski der US-Amerikaner als Wunschgegner Nummer eins galt, blieb ein Kampf zwischen beiden Weltmeistern Wunschdenken. Woran das Vorhaben letztendlich scheiterte, bleibt nur Spekulation.
Acht Monate nach seinem Kampf gegen Rocchigiani stieg Michalczewski gegen den US-Amerikaner Ka-Dy King in den Ring, der noch nie einen 12-Runden-Kampf bestritten hatte und bei keinem der vier großen Weltverbände in den Top Ten geführt wurde. Bei seiner 18. Titelverteidigung in der nicht ganz ausverkauften Essener Grugahalle fiel der Weltmeister in den ersten Runden in alte Verhaltensmuster zurück und ließ die zuletzt verbesserte Deckungsarbeit erneut vermissen. Eine deutliche Leistungssteigerung in der siebten Runde genügte schließlich Michalczewski, um den Kampf durch Herausnahme des Gegners doch noch überzeugend zu gewinnen. Offensichtlich hatte beim Weltmeister die chaotisch verlaufende Vorbereitung auf diesen Kampf ihre Spuren hinterlassen, die von Gerüchten um Bordellbesuche und Kokain-Konsum des Wahl-Hamburgers überschattet gewesen war.
Michalczewskis nächstem Herausforderer Alejandro Lakatos wurde von Experten ebenfalls nur Außenseiterchanchen eingeräumt. Der auf der unabhängigen Computerweltrangliste im Halbschwergewicht auf Rang 40 platzierte Rumäne galt mit 16 absolvierten Kämpfen als unerfahrener Gegner, hatte dabei jedoch wiederholt seine große Schlagkraft unter Beweis gestellt. Am 5. Mai 2001 fand der Kampf in der Braunschweiger Volkswagen Halle statt, an dessen Ende der alte und neue Weltmeister mit K. o. in der achten Runde seinen mittlerweile 44. Sieg feierte. Zuvor hatte der Titelverteidiger an seinem 33. Geburtstag mehrere Probleme mit seinem Gegner gehabt, der ihn mit einer couragierten Leistung einen über weite Strecken ebenbürtigen Kampf geliefert hatte.
Am 15. Dezember bestritt Michalczewski in Berlin seine 20. Titelverteidigung gegen den hoch eingeschätzten Jamaikaner Richard Hall, der anderthalb Jahre zuvor gegen WBC/WBA/IBF-Weltmeister Roy Jones erst in der elften Runde K. o. gegangen war. Nach einem hochklassigen Kampf siegte Michalczewski, knapp nach Punkten führend, durch das Veto des Ringarztes, welcher ebenfalls in der vorletzten Runde den Herausforderer wegen einer im Kampf erlittenen Augenverletzung nicht mehr kämpfen lassen wollte. Nicht zuletzt auch in Anbetracht der Tatsache, dass sich Rechtsausleger Hall gegen Ende des Kampfes deutlich steigerte, rief diese Entscheidung den Unmut vieler Zuschauer hervor. Promoter und Manager Klaus-Peter Kohl stellte dem Jamaikaner unmittelbar nach dem Kampf die Möglichkeit zur Revanche in Aussicht.
Nach einer weiteren erfolgreichen Titelverteidigung im Frühjahr 2002 gegen den boxerisch limitierten US-Amerikaner Joey DeGrandis – mit seiner Geburtsstadt Danzig als Veranstaltungsort kämpfte Michalczewski erstmals außerhalb von Deutschland – stand knapp fünf Monate später die Neuauflage gegen Richard Hall an. Wenige Tage vor dem Rückkampf gab Michalczewski in einer Pressemeldung bekannt, künftig nur noch unter polnischer Flagge antreten zu wollen. Die Begegnung selbst fand am 14. September in der Braunschweiger Volkswagen Halle statt, bei dem sich beide Kontrahenten erneut einen Kampf auf Augenhöhe lieferten. Von der Anfangsoffensive seines Gegenübers förmlich überrumpelt gelang es Michalczewski erst im fünften Durchgang, die Initiative zu übernehmen. Aufgrund eines fast zugeschwollenen linken Auges stets Gefahr laufend, aus dem Kampf genommen zu werden, entschied er schließlich das bereits verloren geglaubte Gefecht in Runde zehn doch noch zu seinen Gunsten. Kurz zuvor hatte der Weltmeister mit einem linken Haken bei Hall Wirkung erzielt und mit einer Serie von Schlägen nachgesetzt, die jedoch größtenteils ihr Ziel verfehlten. Der Jamaikaner versuchte die Angriffe mit Klammern zu überstehen und wurde vom Ringrichter als verteidigungsunfähig aus dem Kampf genommen. Wie bereits im ersten Aufeinandertreffen sorgte die Frage nach der Berechtigung des Abbruchs auch hier für Kontroversen.
Mit dem US-Amerikaner Derrick Harmon wurde Michalczewski anschließend von einem weiteren ehemaligen Gegner von Roy Jones herausgefordert. War er dem dreifachen Titelträger zwei Jahre zuvor deutlich unterlegen gewesen, musste sich Rechtsausleger Harmon am 29. März 2003 auch der offensiven Kampfesweise des WBO-Weltmeisters beugen und erlitt in Runde neun seine erste K. o.-Niederlage. Obwohl er selbst ebenfalls wirkungsvolle Treffer anbringen konnte, schien der US-Amerikaner dabei nicht zuletzt auch durch das „Abkochen“ von drei Kilogramm Körpergewicht innerhalb der letzten 24 Stunden vor dem Kampf zusätzlich geschwächt. Michalczewski, der nach eigener Aussage mit Fieber in den Kampf gegangen war, trug wie schon bei seinen Siegen über Hall erneut schwere Blessuren davon, was in seinem Umfeld vermehrt zu Stimmen führte, die dem Weltmeister aufgrund seines kräfteverschleißenden Kampfstiles ein baldiges Karriereende nahelegten.

### Titelverlust gegen Julio Cesar Gonzalez
Mit nunmehr 48 siegreichen Kämpfen in Folge war Dariusz Michalczewski mittlerweile nur noch einen Sieg von Rocky Marcianos Rekord entfernt, welcher 49 Kämpfe lang ungeschlagen geblieben war. Als Gegner für den anvisierten Rekordtriumph wurde mit Julio Cesar González zum dritten Mal in Folge ein ehemaliger Gegner von Roy Jones verpflichtet. Der Mexikaner, bei allen vier großen Weltverbänden als einer der drei stärksten Herausforderer im Halbschwergewicht gelistet, hatte gegen die Nummer eins der unabhängigen Computer-Weltrangliste zwei Jahre zuvor seine bis dato einzige Niederlage eingesteckt. Michalczewskis Trainer Sdunek äußerte vor dem Kampf, sein Schützling sei „körperlich so gut drauf wie noch nie“ und habe „sich so konzentriert vorbereitet wie auf keinen anderen Kampf zuvor“. Sein Manager Kohl hatte geäußert: „Das wird die schwerste Aufgabe seiner bisherigen Karriere“.
Im erneuten Quervergleich mit dem zweiten großen Halbschwergewichtsweltmeister hatte Michalczewski diesmal das Nachsehen, als er González am 18. Oktober 2003 in der mit 15 000 Zuschauern ausverkauften Hamburger Color Line Arena umstritten nach Punkten unterlag. Nach absolvierten zwölf Runden gab die höhere Trefferquote des Mexikaners den Ausschlag, der während des gesamten Kampfes präziser und leichtfüßiger als sein Gegenüber agierte. Michalczewski fand kein boxerisches Mittel dagegen und konnte seinen Kontrahenten trotz konditioneller Überlegenheit und größerer Schlagkraft nie ernsthaft in Bedrängnis bringen. Am Ende stimmten zwei der drei Punktrichter für den Herausforderer. Nach seiner ersten Niederlage wollte sich der entthronte Weltmeister zunächst weder zu einer Fortsetzung noch zu einem Ende der Karriere äußern. Angesichts dieses Urteils habe der Universum-Boxstall „an Glaubwürdigkeit gewonnen. Denn der unterschwellige Vorwurf, Hamburgs Boxstall könne bei seinen Heimspielen alles beeinflussen, ist nun widerlegt“, kommentierte das Hamburger Abendblatt.

### Gescheiterter Comebackversuch
Rund ein Jahr nach seiner ersten Niederlage begann Dariusz Michalczewski mit den Vorbereitungen für einen Kampf gegen den amtierenden WBA-Weltmeister Fabrice Tiozzo aus Frankreich, der am 26. Februar 2005 wieder in der Color Line Arena stattfinden sollte. Michalczewskis Gegner hatte im Laufe seiner 17-jährigen Karriere bereits den WBC-Titel im Halbschwer- sowie den WBA-Titel im Cruisergewicht inne und musste sich bislang in 48 Kämpfen nur zweimal Virgil Hill geschlagen geben. Doch die erhoffte Rückkehr auf den Weltmeisterthron schlug fehl, als Michalczewski der robusten Kampfesweise von Tiozzo nur wenig entgegenzusetzen hatte und in der sechsten Runde aus dem Kampf genommen werden musste. Für seinen Auftritt nach zuvor 497 Tagen Kampfpause hatte der Ex-Weltmeister noch einmal eine Kampfbörse von drei Millionen Euro kassiert. Am 1. Juni des gleichen Jahres erklärte Dariusz Michalczewski schließlich seine Karriere für beendet.

### Comebackgedanken

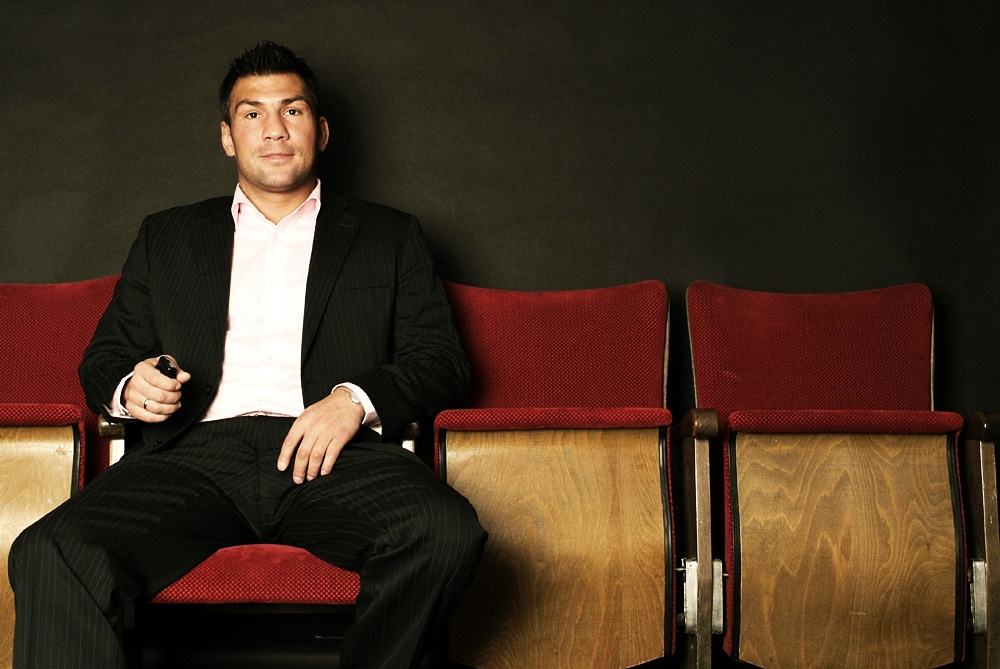
Dariusz Michalczewski beim Filmfest Biberach 2006

Am 15. November 2007 wurde bekanntgegeben, dass Dariusz Michalczewski für ein drittes Duell gegen seinen Erzrivalen Graciano Rocchigiani in den Ring zurückkehren wolle. Der Kampf sollte am 24. Mai 2008 in der TUI Arena in Hannover, der Stätte ihres letzten Aufeinandertreffens, stattfinden. Für Michalczewski wäre damit eine Kampfpause von drei Jahren und drei Monaten zu Ende gegangen, sein Kontrahent hätte sogar erst nach fünf Jahren wieder den Ring als Boxer betreten. Am Ende wurde dieses Vorhaben abgesagt, nachdem es zu Unstimmigkeiten zwischen dem Veranstalter und Graciano Rocchigiani gekommen war. Ein weiteres angedachtes Duell gegen Ex-Weltmeister Sven Ottke scheiterte ebenfalls bereits im Vorfeld.
Im August 2019 gab Ismail Özen-Otto bekannt, Michalczewski als Sportdirektor des wiederbelebten Universum-Boxstalls engagiert zu haben. Die Verpflichtung kam letztlich jedoch nicht zustande, da Michalczewski ablehnte, um bei seiner Familie in Polen bleiben zu können.

## Rekorde
Dariusz Michalczewski hält mit 23 Kämpfen den Rekord für die meisten Titelverteidigungen in Folge im Halbschwergewicht. Auch seine über neun Jahre währende Titelherrschaft gilt als eine der längsten im Boxsport.

## Liste der Profikämpfe
| Ergebnis   |                        | Gegner                  | Typ                          | Runden | Datum      | Ort                            |
| ---------- | ---------------------- | ----------------------- | ---------------------------- | ------ | ---------- | ------------------------------ |
| Sieg       | Vereinigte Staaten     | Frederic Porter         | TKO                          | 2      | 1991-09-16 | Hamburg, Deutschland           |
| Sieg       | Deutschland            | Peter Genki             | TKO                          | 2      | 1991-10-15 | Hamburg, Deutschland           |
| Sieg       | Vereinigtes Konigreich | Zoltan Habda            | TKO                          | 2      | 1992-01-10 | Aachen, Deutschland            |
| Sieg       | Belgien                | Yves Monsieur           | TKO                          | 4      | 1992-01-28 | Hamburg, Deutschland           |
| Sieg       | Irland                 | Sean Mannion            | TKO                          | 3      | 1992-02-21 | Hamburg, Deutschland           |
| Sieg       | Vereinigte Staaten     | Robert Johnsson         | TKO                          | 2      | 1992-04-04 | Düsseldorf, Deutschland        |
| Sieg       | Vereinigte Staaten     | Terrence Wright         | TKO                          | 2      | 1992-05-22 | Dinslaken, Deutschland         |
| Sieg       | Vereinigtes Konigreich | Richard Bustin          | KO                           | 4      | 1992-06-27 | Almancil, Portugal             |
| Sieg       | Vereinigte Staaten     | Sylvester White         | TKO                          | 5      | 1992-08-28 | Aachen, Deutschland            |
| Sieg       | Vereinigtes Konigreich | Steve McCarthy          | Disqualifikation             | 3      | 1992-09-29 | Hamburg, Deutschland           |
| Sieg       | Vereinigte Staaten     | Cecil Simms             | KO                           | 2      | 1992-11-07 | Köln, Deutschland              |
| Sieg       | Vereinigte Staaten     | Keith Williams          | TKO                          | 2      | 1992-11-17 | Lübeck, Deutschland            |
| Sieg       | Vereinigte Staaten     | Mike Peak               | Punktsieg                    | 8      | 1992-12-08 | Hamburg, Deutschland           |
| Sieg       | Vereinigte Staaten     | Willie McDonald         | KO                           | 3      | 1993-01-12 | Aachen, Deutschland            |
| Sieg       | Deutschland            | Ali Saidi               | KO                           | 10     | 1993-02-13 | Hamburg, Deutschland           |
| Sieg       | Vereinigte Staaten     | Pat Alley               | KO                           | 4      | 1993-04-03 | Hamburg-Wandsbek, Deutschland  |
| Sieg       | Vereinigtes Konigreich | Noel Magee              | TKO                          | 8      | 1993-05-22 | Aachen, Deutschland            |
| Sieg       | Uruguay                | Juan Alberto Barrero    | KO                           | 5      | 1993-06-26 | Hamburg, Deutschland           |
| Sieg       | Italien                | Mwehu Beya              | Punktsieg (einstimmig)       | 12     | 1993-09-11 | Aachen, Deutschland            |
| Sieg       | Argentinien            | Sergio Daniel Merani    | Technische Entscheidung      | 9      | 1993-11-20 | Hamburg, Deutschland           |
| Sieg       | Vereinigte Staaten     | David Vedder            | Disqualifikation             | 1      | 1994-02-19 | Hamburg-Wandsbek, Deutschland  |
| Sieg       | Vereinigte Staaten     | David Davis             | KO                           | 7      | 1994-04-23 | Halle (Saale), Deutschland     |
| Sieg       | Vereinigte Staaten     | Melvin Wynn             | KO                           | 2      | 1994-05-28 | Aachen, Deutschland            |
| Sieg       | Vereinigte Staaten     | Leeonzer Barber         | Punktsieg (einstimmig)       | 12     | 1994-09-10 | Hamburg, Deutschland           |
| Sieg       | Argentinien            | Nestor Giovannini       | KO                           | 10     | 1994-12-17 | Hamburg, Deutschland           |
| Sieg       | Spanien                | Roberto Dominguez Perez | KO                           | 2      | 1995-03-11 | Köln, Deutschland              |
| Sieg       | Vereinigte Staaten     | Paul Carlo              | KO                           | 4      | 1995-05-20 | Hamburg, Deutschland           |
| Sieg       | Mexiko                 | Everado Armenta         | KO                           | 5      | 1995-08-19 | Düsseldorf, Deutschland        |
| Sieg       | Frankreich             | Phillipe Michel         | Punktsieg (einstimmig)       | 12     | 1995-10-07 | Frankfurt am Main, Deutschland |
| Sieg       | Kasachstan             | Asluddin Umarov         | TKO                          | 5      | 1996-04-06 | Hannover, Deutschland          |
| Sieg       | Frankreich             | Christophe Girard       | Punktsieg (einstimmig)       | 12     | 1996-06-08 | Köln, Deutschland              |
| Sieg       | Deutschland            | Graciano Rocchigiani    | Disqualifikation             | 7      | 1996-08-10 | Hamburg, Deutschland           |
| Sieg       | Frankreich             | Christophe Girard       | TKO                          | 8      | 1996-12-13 | Hannover, Deutschland          |
| Sieg       | Vereinigte Staaten     | Virgil Hill             | Punktsieg (einstimmig)       | 12     | 1997-06-13 | Oberhausen, Deutschland        |
| Sieg       | Vereinigtes Konigreich | Nicky Piper             | TKO                          | 7      | 1997-10-04 | Hannover, Deutschland          |
| Sieg       | Vereinigte Staaten     | Darren Zenner           | Aufgabe                      | 6      | 1997-12-13 | Hamburg, Deutschland           |
| Sieg       | Italien                | Andrea Magi             | TKO                          | 4      | 1998-03-20 | Frankfurt am Main, Deutschland |
| Sieg       | Vereinigtes Konigreich | Mark Prince             | KO                           | 8      | 1998-09-19 | Oberhausen, Deutschland        |
| Sieg       | Malta                  | Drake Thadzi            | TKO                          | 9      | 1998-12-12 | Frankfurt am Main, Deutschland |
| Sieg       | Russland               | Muslim Bjarslanow       | TKO                          | 9      | 1999-04-03 | Bremen, Deutschland            |
| Sieg       | Vereinigte Staaten     | Montell Griffin         | TKO                          | 4      | 1999-08-28 | Bremen, Deutschland            |
| Sieg       | Deutschland            | Graciano Rocchigiani    | TKO                          | 10     | 2000-04-15 | Hannover, Deutschland          |
| Sieg       | Vereinigte Staaten     | Ka-Dy King              | TKO                          | 7      | 2000-12-12 | Essen, Deutschland             |
| Sieg       | Spanien                | Alejandro Lakatos       | KO                           | 9      | 2001-05-05 | Braunschweig, Deutschland      |
| Sieg       | Jamaika                | Richard Hall            | TKO                          | 11     | 2001-12-15 | Berlin-Neukölln, Deutschland   |
| Sieg       | Vereinigte Staaten     | Joey DeGrandis          | KO                           | 2      | 2002-04-20 | Danzig, Polen                  |
| Sieg       | Jamaika                | Richard Hall            | TKO                          | 10     | 2002-09-14 | Braunschweig, Deutschland      |
| Sieg       | Vereinigte Staaten     | Derrick Harmon          | KO                           | 9      | 2003-03-29 | Hamburg, Deutschland           |
| Niederlage | Mexiko                 | Julio González          | Punktniederlage (einstimmig) | 12     | 2003-10-18 | Hamburg, Deutschland           |
| Niederlage | Frankreich             | Fabrice Tiozzo          | KO                           | 6      | 2005-02-26 | Hamburg, Deutschland           |

## Privat
Michalczewski hatte deutsche Großeltern. Er ist katholischen Glaubens. Er lernte den Beruf des Tischlers.
Er war mit seiner ersten Frau Dorota Chwaszczyńska (* 1968) von 1987 bis 1990 und erneut von 1992 bis 2004 verheiratet und hat mit ihr seine beiden Söhne Michał (* 1987) und Nicolas (* 1991). Dorota lebt mit Nicolas in Florida, während Michał nach seinem Studium in den USA nach Polen gezogen ist und in Krakau lebt. Ab dem 14. Oktober 2006 war Michalczewski in dritter Ehe mit seiner langjährigen polnischen Freundin Patrycja Ossowska (* 1972) verheiratet, mit der er in Hamburg lebte. Sie trennten sich im März 2007.
Im April 2009 heiratete er in vierter Ehe seine dritte Ehefrau Barbara Imos (* 1980) und hat mit ihr einen Sohn Dariusz (* 2009) und eine Tochter Nel (* 2015).
1993 wurde Michalczewski mit 1,8 Promille Alkohol im Blut am Steuer eines Fahrzeugs erwischt, daraufhin wurde sein Führerschein eingezogen. Im Jahr 1999 fuhr er ohne Führerschein und wurde dabei von der Polizei angehalten. Michalczewski lebt in Gdingen bei Danzig. Er ist Eigentümer von zwei Fitnessstudios und am Umsatz des Energydrinks Tiger beteiligt. Michalczewski engagiert sich gegen Homophobie in Polen. Er äußerte sich in einem Interview: „Manche Polen sind so engstirnig. Sie schauen nicht auf ihre eigene Scheiße, sondern lieber in die Schlafzimmer der anderen. Mir ist völlig egal, ob einer schwarz ist, weiß, Türke, Pole, Deutscher, schwul, lesbisch oder hetero.“
2006 wurde der Dokumentarfilm Tiger des Regisseurs P.M. Starost veröffentlicht, in dem es um die Boxkarriere von Michalczewski geht. Michalczewski wurde 1995 der Song No Mercy (Fist of the Tiger) von Mark Wahlberg gewidmet, im Musikvideo spielen beide mit. Im Dezember 2016 wurde er in Polen wegen häuslicher Gewalt verhaftet. Zudem soll in seiner Wohnung Kokain gefunden worden sein.

## Verweise